# Fluorchinolon

Algemene structuur van de fluorchinolonen

De (fluor)chinolonen (soms geschreven als (fluor)quinolonen, Engels: fluoroquinolones) zijn een groep breedspectrumantibiotica die verwant zijn met nalidixinezuur. Chinolonen inhiberen het bacteriële DNA-gyrase en/of het topo-isomerase IV, waardoor DNA-replicatie in het gedrang komt. Sinds de jaren '60 van de 20e eeuw is een aantal generaties chinolonen beschikbaar.

## Eerste generatie
- cinoxacine (Cinoxacin)
- flumequine (Flubactin) (Veterinair gebruik)
- nalidixinezuur (NegGam, Wintomylon)
- oxolinezuur
- piromidinezuur
- pipedeminezuur

## Tweede generatie
- ciprofloxacine (Cipro, Ciproxin)
- enoxacine (Baytril, Enroxil, Penetrex)
- fleroxacine (Megalone)
- levofloxacine (Cravit, Levaquin, Quixin, Tavanic)
- lomefloxacine (Maxaquin)
- nadifloxacine
- norfloxacine (Noroxin, Quinabic)
- ofloxacine (Floxin, Oxaldin, Tarivid)
- pefloxacine
- rufloxacine

## Derde generatie
- balofloxacine
- gatifloxacine (Tequin)
- grepafloxacine (Raxar)
- pazufloxacinemesilaat
- sparfloxacine (Zagam)
- temafloxacine
- tosufloxacine

## Vierde generatie
- clinafloxacine
- gemifloxicine (Factive)
- moxifloxacine (Avelox, Proflox)

Op 14 februari 2008 kregen huisartsen en apothekers in Nederland van de fabrikant Bayer van dit middel een mededeling dat er in een aantal gevallen leverfalen met dodelijke afloop was gezien bij dit middel. In 13 gevallen (op wereldwijd enkele tientallen miljoenen voorschriften) was een verband vastgesteld tussen dit middel en leverfalen, terwijl ook enkele patiënten aan het syndroom van Stevens-Johnson waren overleden. Het middel geldt in Nederland al als een tweedelijnsmiddel dat pas wordt gegeven als er geen goede alternatieven zijn. In Nederland zijn nog geen fatale reacties op het middel beschreven (op 145.000 voorschriften). Overigens zijn er veel meer geneesmiddelen met een dergelijke, lage, incidentie van ernstige bijwerkingen.
- sitafloxacine
- trovafloxacin (Trovan)

## In ontwikkeling
- ecinofloxacine
- prulifloxacine

## Bijwerkingen van de groep
Het meest bekend is beschadiging van het collageen, waardoor onder andere peesruptuur kan ontstaan (typisch: achillespeesruptuur). Op 26 juli 2016 oordeelde FDA dat de invaliderende bijwerkingen dermate serieus waren, dat deze groep geneesmiddelen slechts als 2e keus mag worden gebruikt.

## Diergeneeskundige
- danofloxacine (Advocin, Advocid)
- difloxacine (Dicural, Vetequinon)
- enrofloxacine (Baytril)
- marbofloxacine (Marbocyl, Zenequin)
- orbifloxacine (Orbax, Victas)
- sarafloxacine (Floxasol, Saraflox, Sarafin)